# World2Fly
World2Fly est une compagnie aérienne espagnole. Elle est créée en 2021, après avoir reçu le premier des deux Airbus A350-900 loués,. Basée à Palma de Majorque, la compagnie aérienne se concentre sur les vols vers des destinations long-courriers dans les Caraïbes et appartient au groupe d'hôtels Iberostar, une société dont les participations précédentes comprenaient une autre compagnie aérienne, Iberworld. Ses destinations incluent Punta Cana, Cancun et La Habana.

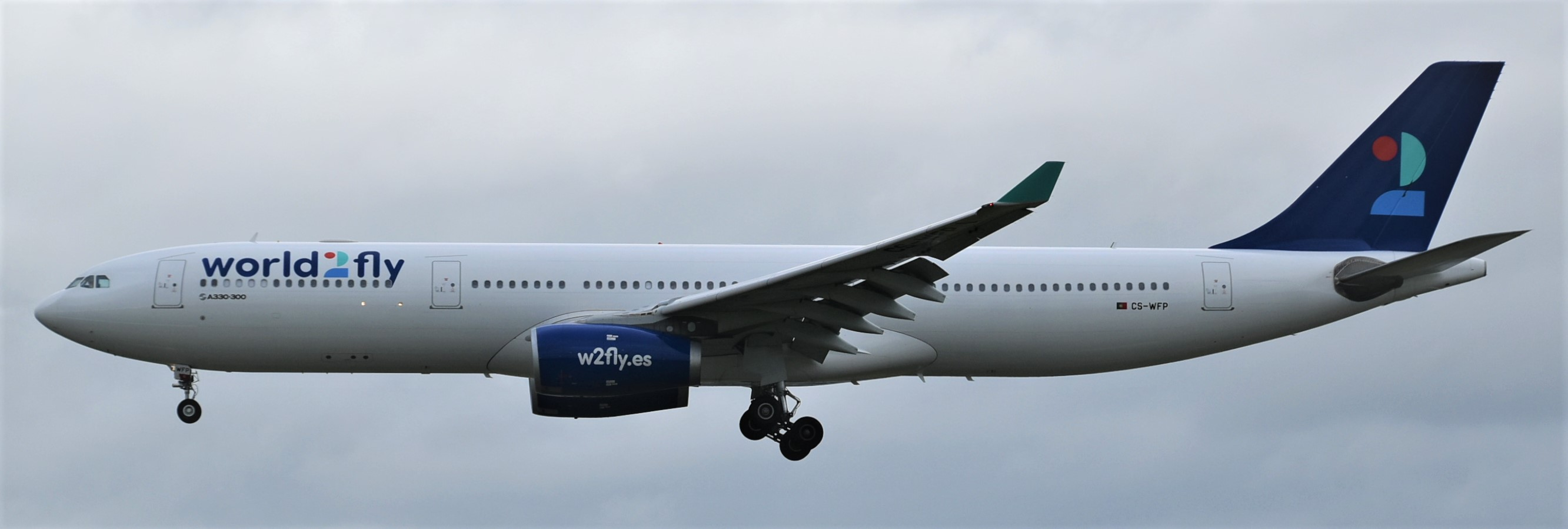
Airbus A330

World2Fly opère à partir de l'aéroport Adolfo Suarez-Madrid Barajas à Madrid, en Espagne, et de l'aéroport Humberto Delgado de Lisbonne à Lisbonne, au Portugal.

## Destinations
| Pays                   | Ville           | Aéroport                                         | Remarques               | Réfs   |
| ---------------------- | --------------- | ------------------------------------------------ | ----------------------- | ------ |
| Barbade                | Bridgetown      | Aéroport international Grantley-Adams            |                         | [ 5 ]  |
| Cuba                   | La Havane       | Aéroport international José Marti                |                         | [ 6 ]  |
| République dominicaine | Punta Cana      | Aéroport international de Punta Cana             |                         | [ 7 ]  |
| République dominicaine | Saint Domingue  | Aéroport international Las Americas              |                         | [ 8 ]  |
| Mexique                | Cancún          | Aéroport international de Cancún                 |                         | [ 9 ]  |
| Mexique                | Puerto Vallarta | Aéroport international de Puerto Vallarta        | Début en juin 2022      | [ 10 ] |
| Portugal               | Lisbonne        | Aéroport de Lisbonne                             | Hub aérien              |        |
| Portugal               | Porto           | Aéroport de Porto                                | Début en juin 2022      | [ 5 ]  |
| Seychelles             | Victoria, Mahé  | Aéroport international des Seychelles            | Début en septembre 2022 | [ 5 ]  |
| Espagne                | Madrid          | Aéroport Adolfo Suárez de Madrid-Barajas         | Hub aérien              |        |
| États-Unis             | Boston          | Aéroport international Logan                     |                         | [ 5 ]  |
| États-Unis             | Las Vegas       | Aéroport international Harry-Reid                |                         | [ 5 ]  |
| États-Unis             | Orlando         | Aéroport international d'Orlando-Sanford         |                         | [ 5 ]  |
| États-Unis             | San Francisco   | Aéroport international de San Francisco          | Début en juin 2022      | [ 5 ]  |
| États-Unis             | Washington DC   | Aéroport international Dulles                    | Début en juin 2022      | [ 5 ]  |
| Ouzbékistan            | Tachkent        | Aéroport international Islam Karimov de Tachkent | Début en juin 2022      | [ 5 ]  |

## Flotte
World2fly et sa filiale portugaise exploitent 3 avions (au 15 février 2024):
- 3 A350-900 pour World2Fly[11]
- 1 A330-300 pour World2Fly Portugal[12]